# Красноголовый сорокопут
Красноголовый сорокопут (лат. Lanius senator) — небольшая певчая птица из семейства сорокопутовых. Гнездится в южной и юго-восточной Европе, на Ближнем Востоке и в северо-западной Африке. На территории России гнездится в Дагестане. Перелётный вид, зимует преимущественно в районе Сахель в Африке. Места обитания — открытые и засушливые биотопы, где наряду с голыми участками земли имеется разреженная древесная растительность. От других видов сорокопутов внешне отличается прежде всего красновато-коричневой шапочкой на темени и затылке. Питается разнообразными насекомыми, главным образом саранчовыми, жуками и цикадами. Гнездится один или два раза в год, в кладке 3—9 яиц.

## Описание

### Внешний вид

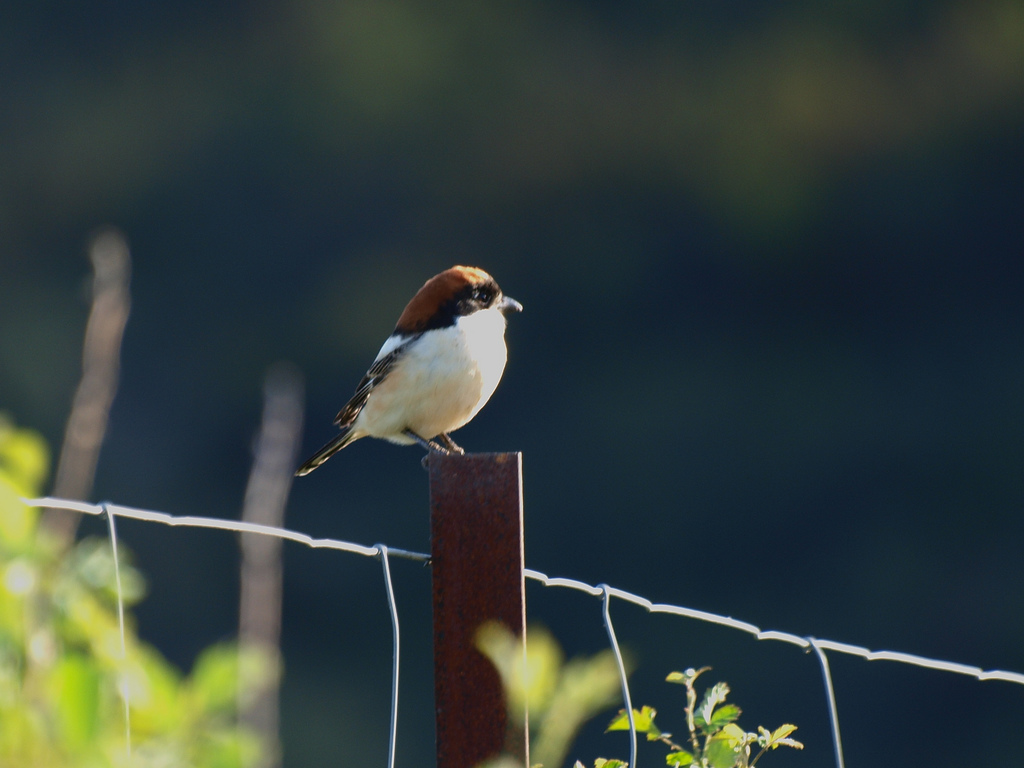
Взрослый самец.

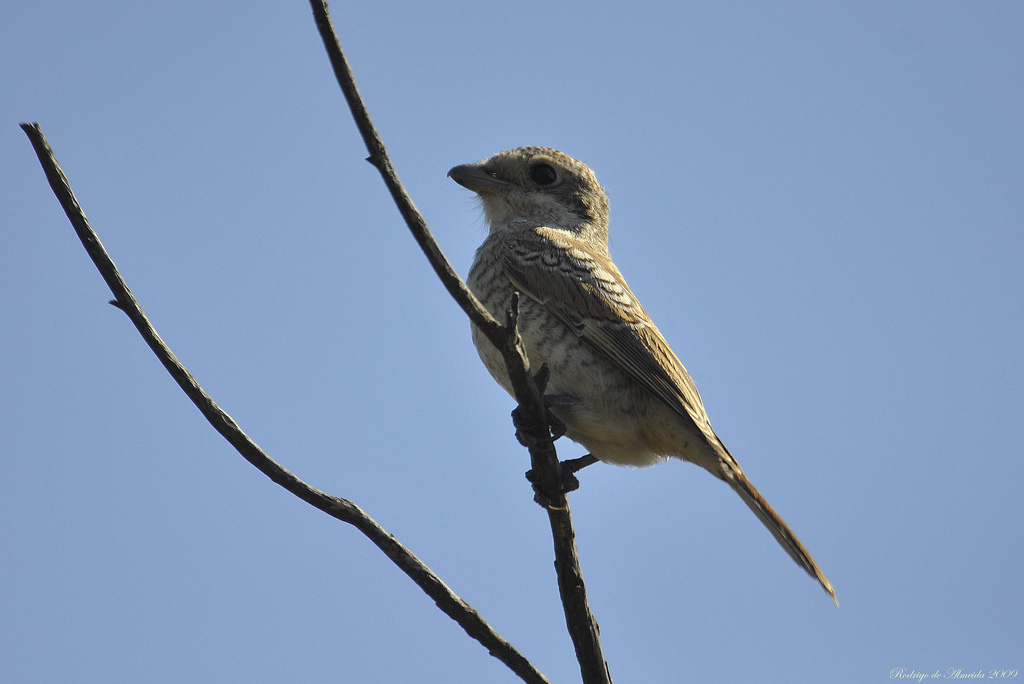
Молодая птица.

Среднего размера сорокопут, несколько более крупный и плотный, чем обыкновенный жулан. Длина около 19 см, масса 28—52 г. Определение вида в полевых условиях обычно не вызывает затруднений. Наиболее характерные признаки взрослого самца — кирпично-красного цвета шапочка на темени и затылке, чёрная «маска» — широкая полоса ото одной боковой части шеи к другой, проходящая через глаза и лоб, и чёрные с белым маховые и рулевые. На плече хорошо заметна белая полоса с чёткими границами, ширина которой варьирует у различных форм. Передняя часть спины чёрная, задняя — серая. Поясница и надхвостье белые, брюхо белое с охристым оттенком, более развитым на боках.
Самка в целом похожа на самца, но в её оперении яркие детали самца, как правило, имеют более бледные оттенки. Так, шапочка часто окрашена в более светлый рыжевато-коричневый цвет, спина буровато-серая, закрывающая глаза «маска» занимает меньшее место и изобилует рыжими пестринами. Кроме того, на груди и по бокам часто (но не всегда) присутствует тёмный чешуйчатый рисунок. Изредка самки по внешним признакам неотличимы от самцов. Молодые птицы в первую зиму имеют пёстрый наряд, в котором преобладают различные оттенки серого и бурого. В отличие от взрослых птиц, обладающих ярко выраженными определяющими признаками, молодых можно спутать с таким же молодыми жуланами. У обоих видов верхняя часть тела буроватая, однако у красноголового сорокопута краски менее насыщенные; верх выглядит заметно более светлым из-за многочисленных серых пестрин. «Маска» бледная и размытая, брюшко беловато-серое с тёмным полосатым рисунком. Маховые, кроющие и рулевые тёмно-бурые с рыжеватыми каёмками и пестринами.
У взрослых клюв и ноги чёрные, радужина светло-бурая; у молодых клюв более светлый, особенно в основании подклювья, ноги бледно-серые. Разные издания выделяют 3—4 подвида, которые отличаются друг от друга степенью развития белого на маховых и рулевых перьях, интенсивностью отдельных тонов оперения и шириной чёрной полосы на лбу. Спорный подвид — rutilans, часть авторов рассматривают его в качестве синонима номинативного.

### Голос
Достаточно шумная птица. В дикой природе звуки, издаваемые сорокопутом, почти всегда в определённой степени имитируют пение других птиц — по этой причине вокализация отдельных особей может заметно отличаться друг от друга. Чаще всего в голосе можно услышать подражание полевому коньку, певчей славке и просянке. Возбуждённый сорокопут издаёт серию громких и хриплых криков, которую по мнению российских орнитологов Г. П. Дементьева и Н. А. Гладкова можно интерпретировать как «крекс-крекс…» или «скеер-скеер…». Интенсивность этого крика варьирует в зависимости от степени возбуждения, при конфликте с соседями или отражении нападения хищника он может перейти в быстрое трескучее дребезжание. Песня — обычно достаточно громкая и мелодичная трель, состоящая из разнообразных скрипучих и щёлкающих звуков. В других случаях она может скорее напоминать низкое трескучее щебетание, в котором слышны отдельные высокие свисты. Чаще всего поёт один самец, иногда дуэтом ему вторит самка.

### Поведение
Образ жизни типичный для всех сорокопутов. Это подвижная и шумная птица, и вследствие броского оперения и обычая поджидать добычу, сидя на возвышении на открытом месте, достаточно заметна. Впрочем, когда сорокопут находится среди густой листвы, его бывает сложно обнаружить несмотря на громкие территориальные крики. Стай не образует, во внегнездовое время года встречается лишь поодиночке, а в сезон размножения парами и семейными группами.

## Распространение

### Гнездовой ареал

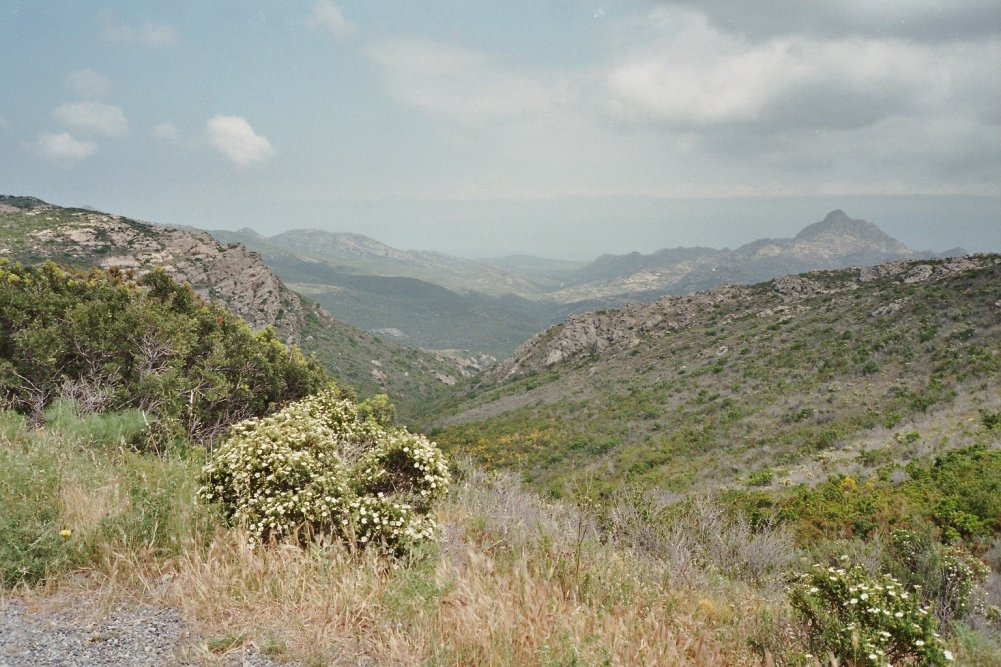
Маквис — излюбленный биотоп красноголового сорокопута в северном Средиземноморье. На снимке — Корсика.

Гнездовой ареал фрагментированный, его основные участки расположены в странах, прилегающих к Средиземному морю. В частности, населяет большинство островов этого моря. В Европе около 85 % популяции приходится на Пиренейский полуостров — Испанию и Португалию, другие более-менее крупные поселения отмечены во Франции, Италии, Хорватии, Албании, Болгарии, Греции и Турции. В более северных областях Европы — Германии, Швейцарии, Польше, Чехии и Румынии в последние годы если и регистрируются, то лишь отдельные пары. Аналогичная ситуация на Украине, в Беларуси и России, где в прежние годы птица эпизодически гнездилась к востоку до района Гродно, Черниговской, Киевской, Калужской, Тульской и Орловской областей, однако к настоящему времени известны лишь единичные залёты.
Восточная периферия ареала находится в Передней Азии — республиках Закавказья (большей частью вдоль западного побережья Каспия), Сирии, Ливане, Израиле, северном Ираке и возможно Иране к востоку до остана Керман. Со стороны Закавказья нередки залёты в южные регионы России — Предкавказье и Прикаспий. В Африке область распространения ограничена северо-западными областями континента от Марокко к востоку до северо-восточной Ливии, включая северный Алжир и северный Тунис.

### Миграции
За исключением популяции северо-восточной Африки, ведущей оседлый образ жизни, все остальные красноголовые сорокопуты — типичные перелётные птицы. Зимовки расположены в Африке в промежутке между южной Сахарой и 5° с. ш. на западе и 2° с. ш. на востоке, а также на Аравийском полуострове (главным образом, на территории Йемена). В тёплые зимы отдельные особи могут останавливаться в оазисах Алжира. Между формами существуют различия по направлению миграции. Наиболее распространённый номинативный подвид senator, чьи гнездовые участки находятся преимущественно в Европе, перемещается в западную и центральную часть Африки к востоку до верховьев Нила. Районы перемещений подвида rutilans примерно те же, что и у номинативного, однако дистанции существенно более короткие. Зимний ареал подвида badius занимают относительно небольшую площадь в районе Гвинейского залива — в частности, в южной Нигерии. Восточный подвид niloticus зимует к востоку от Нила — в Сомали, Эритрее, Эфиопии и Йемене.

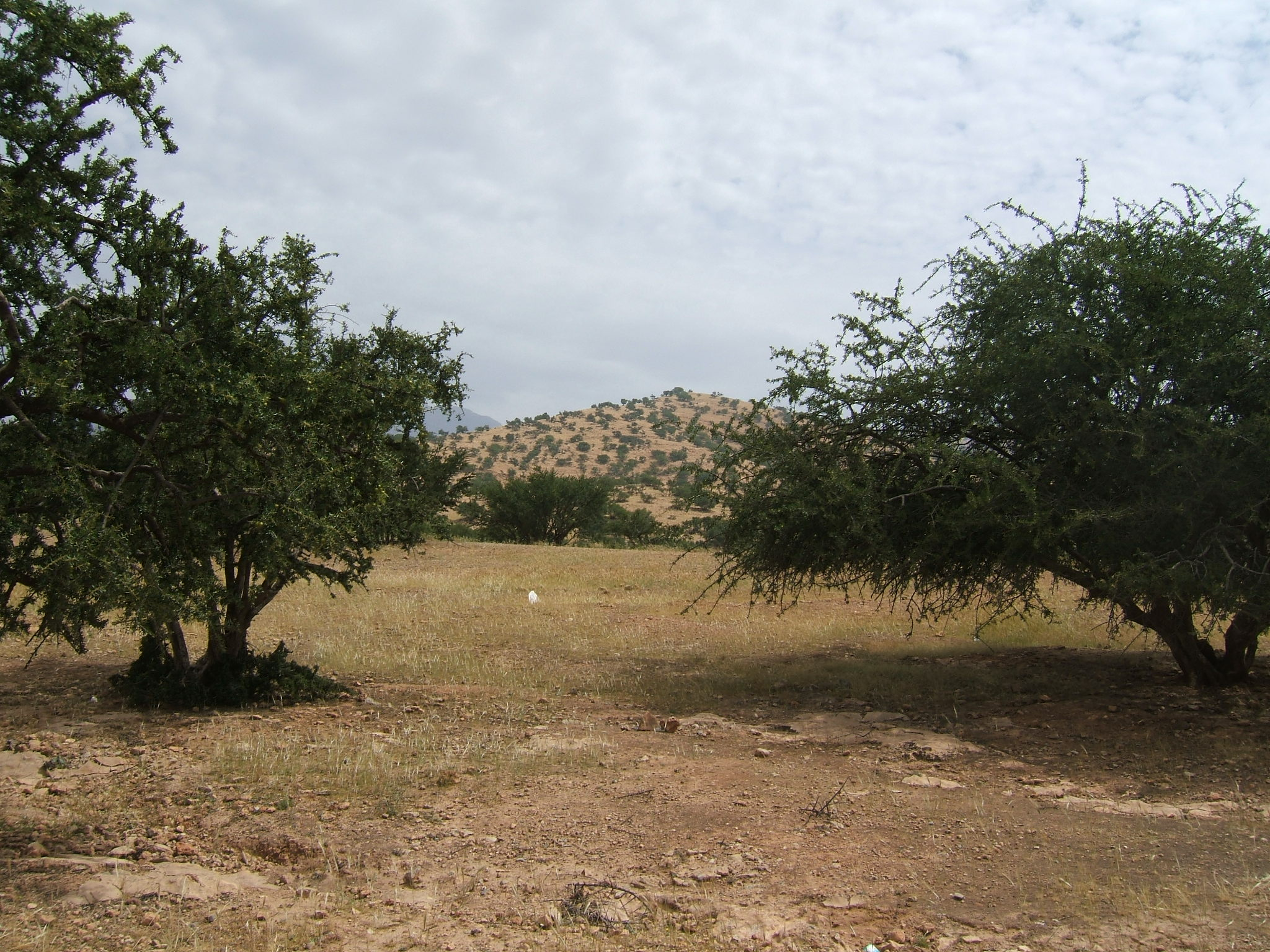
На северо-западе Африки сорокопуты часто селятся в рощах аргании. Северо-запад Марокко.

Сроки миграции выглядят следующим образом. Массовый осенний отлёт начинается в конце июля и продолжается весь август, к середине сентября подавляющее большинство гнездовых участков остаётся свободным. Иногда миграции предшествуют кочёвки отдельных птиц, отмеченные ещё в июне. Летят широким фронтом в ночное время суток, направление варьирует от юго-западного до юго-восточного в зависимости от района обитания. Полагают, что как минимум часть западной популяции делает петлю против часовой стрелки, возвращаясь на гнездовья более восточным маршрутом. Появление на зимовках отмечено с середины сентября по октябрь; часть птиц при пересечении Сахары останавливается в её оазисах и не летит дальше. На большей части территории обратная миграция начинается в феврале и достигает своего пика в марте, небольшая часть птиц отлетает в апреле или начале мая. К середине апреля отдельные сорокопуты занимают гнездовые территории, основная часть птиц прибывает в мае. Птицы восточного подвида niloticus появляется на гнездовых участках раньше остальных — в марте.

### Места обитания
В любое время года отдаёт предпочтение регионам с сухим и жарким субтропическим климатом, полуоткрытой местности (в безлесых степях и полупустынях не встречается). В гнездовой период населяет известняковые пустоши с редкой древесной растительностью, заросли низкорослых жёстколистных и колючих кустарников (в том числе розмарина, лавра благородного, мирта) на сухих каменистых склонах холмов (биотоп, известный под названием маквис), оливковые рощи, фруктовые сады, вырубки, опушки, открытые участки вдоль дорог, ландшафты пастбищного типа с отдельно стоящими деревьями. В Закавказье обитает по отлогим каменистым склонам на высоте от 100 до 1000 м над уровнем моря, поросшим разреженным кустарником — фисташкой, держи-деревом, гранатом, астрагалом. Как правило, гнездится на равнине, в гористой местности выше 1000 м встречается лишь на юге Франции, в Испании, Марокко и Израиле. Максимальная высота — 1200 м, на которой регистрировались гнёзда сорокопута, была отмечена в кантоне Вале в Швейцарии.
Африканские популяции селятся в сильно разреженных лесах с доминированием дуба каменного и дуба пробкового, изредка в небольших сосновых и можжевеловых рощах, а также среди посадкок аргании и на аглоландшафтах. В восточной части ареала биотопы красноголового становятся ещё более засушливыми — птицу нередко можно встретить в степных и полупустынных ландшафтах с редкими кустиками фисташки, гранатового дерева и колючего кустарника. На склонах горы Хермон на высоте 300—1600 м над уровнем моря, где ареалы красноголового, пустынного и маскированного сорокопутов, а также обыкновенного жулана пересекаются, первый выбирает участки с зарослями колючек (Ziziphus spina-christi, Calicotome spinosa, Rhamnus palaestinus) — более густой и высокой растительностью, чем у других родственных птиц.
На зимовках населяет саванны с редкими посадками акации, культивируемые ландшафты с отдельно стоящими деревьями и кустарником, и иногда просветы в глубине леса.

## Питание

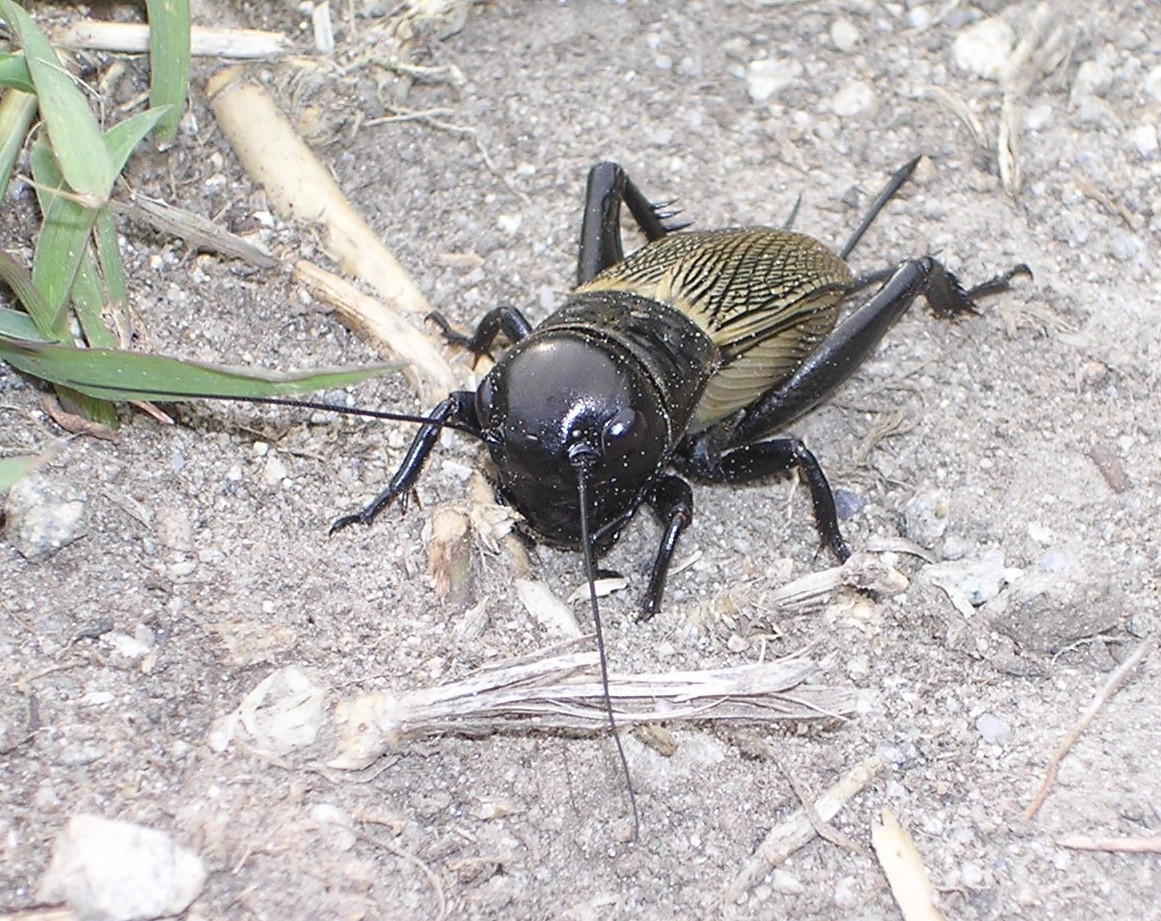
Сверчок полевой — один их многих видов насекомых, которыми питается сорокопут

Питается почти исключительно крупными насекомыми, среди которых большую долю представляют саранчовые, жуки и цикады. Помимо этого, птица иногда ловит перепончатокрылых (муравьёв, ос и шмелей), бабочек, полужесткокрылых, двукрылых (слепней), стрекоз (разнокрылых и равнокрылых), уховёрток и тараканов (в том числе, богомолов). Изредка употребляет в пищу пауков, скорпионов, дождевых червей, улиток и личинок диплопод. Доля позвоночных очень мала, изредка птицы охотятся за ящерицами, мышевидными грызунами, землеройками, лягушками. Известны случаи разорения гнёзд мелких певчих птиц — славковых, вьюрковых и ласточковых, а также употребления в пищу растительных кормов — плодов шелковицы и сливы.
Ведёт дневной образ жизни. Добычу чаще всего высматривает на поверхности земли (реже воды), сидя на присаде на высоте 1—6 м — на ветке куста, заборе, проводах и т. п. В ненастную погоду в поисках корма скачет по земле. В зимнее время известны случаи клептопаразитизма (присвоения чужого корма) у каменок.

## Размножение

### Брачные игры и гнездо
К размножению приступает к концу первого года жизни, моногам. Несмотря на то, что сорокопуты обычно из года в год возвращаются а одно и то же место, воссоединение прошлогодних пар очень отмечается очень редко. Чаще всего весеннее пение самца и образование пары заканчивается ещё на зимовках, и по прибытии птицы почти сразу приступают к строительству гнезда. Однако бывает, что самцы ещё не успели обрести партнёра, и в этом случае они прилетают на несколько дней раньше таких же одиноких самок. Процесс ухаживания заключается в медленном зигзагообразном порхании перед самкой, во время которого самец поёт и издаёт позывные крики. Иногда самец поёт, сидя на дереве среди густой листвы и взъерошив перья головы. Наконец, если подходящая самка находится поблизости, он самостоятельно может приступить к строительству гнезда, приглашая её принять участие.
В любое время года красноголовые сорокопуты строго территориальны, охраняя от других птиц участок размером от 0,5 до 12 гектар в зависимости от района обитания. При его пересечении пришельцем птица начинает издавать предупредительные крики и принимает угрожающую позу — в вертикальной позе взъерошивает перья и приподнимает крылья, при необходимости вступает в драку. Тем не менее, конфликты с другими видами сорокопутов случаются редко. Кроме того, известно об мирном соседстве гнёзд на одном дереве совместно с рябинником и певчей славкой. Наибольшая плотность поселений — 1,5—3 пары на 10 гектар — отмечена в Испании.
Гнездо помещается в густой листве на толстой горизонтальной ветви дерева или в глубине большого куста. Порода дерева или кустарника, равно как и высота над землёй, большого значения не имеют. На юге Франции наиболее часто гнезда устраиваются в можжевельнике, на дубе каменном и дубе пушистом. На востоке большой популярностью пользуются кусты фисташки, в Центральной Европе — фруктовые деревья, особенно груша, у которой густая крона. Чаще всего гнёзда расположены на расстоянии до 5 м от поверхности земли, и если позволяют условия, то нередко даже ниже человеческого роста. Изредка гнёзда строятся очень высоко — на высоте 15—20 м.
Само гнездо чашевидное, свито из разнообразного растительного материала — тонких веточек, корешков, сухих стеблей, растительных волокон. В отличие от гнёзд других видов сорокопутов, в нём часто используется свежая зелень. Выстилка состоит их кусочков мха и лишайника, конского волоса, шерсти, паутины. Иногда птица добавляет в гнездо свежие цветы или материал антропогенного характера. Гнездо достаточно крупное: его диаметр 110—156 мм, диаметр лотка 55—90 мм, глубина лотка 35—67 мм.

### Яйца, насиживание и выведение птенцов

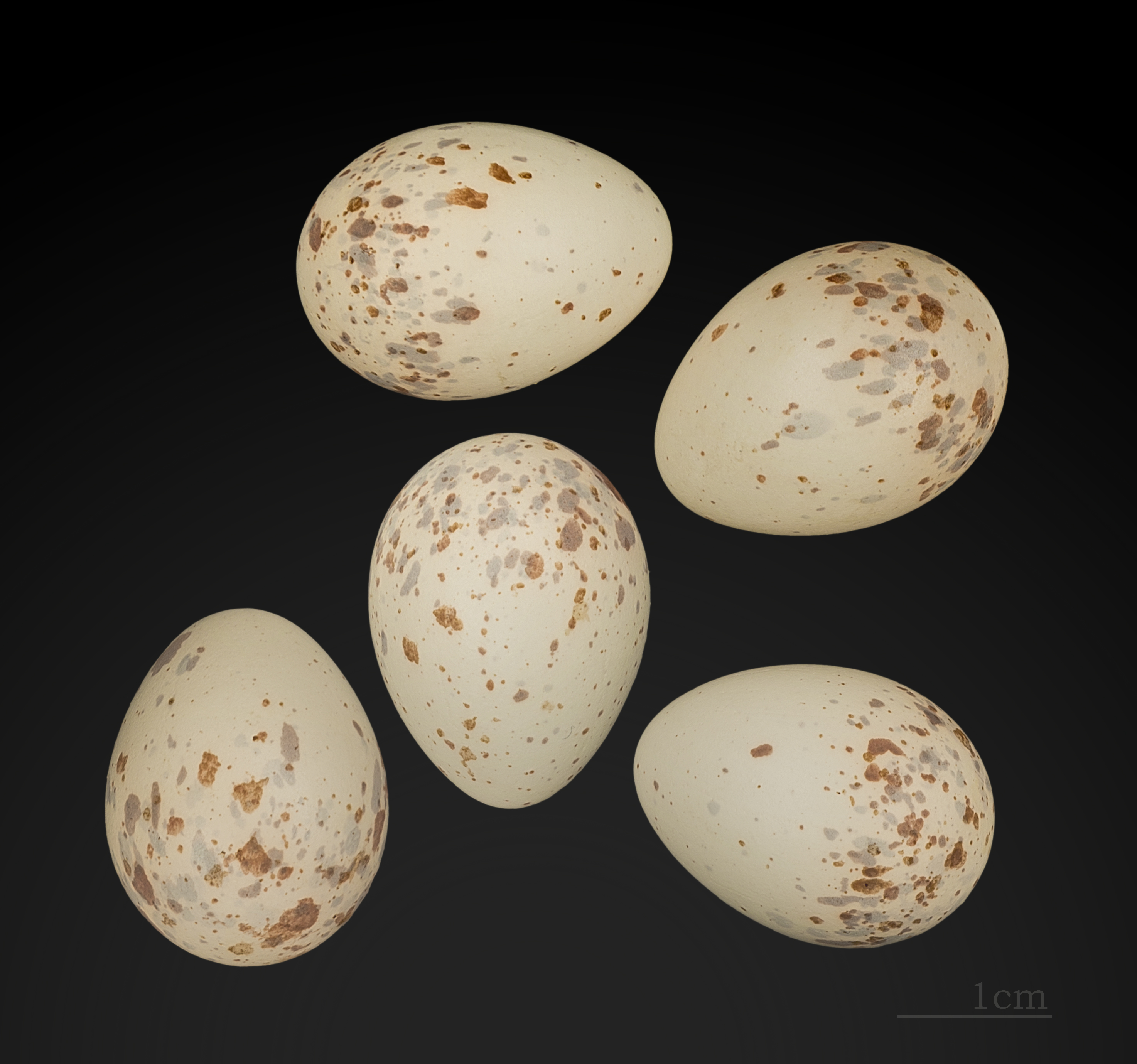
Lanius senator

На большей части территории один выводок за сезон, в случае гибели потомства самки нередко откладывают повторно. В южной части ареала — Африке и Израиле — птицы успевают размножаться дважды в году. Сроки размножения выглядят следующим образом: в Испании, островах западного Средиземноморья и на крайнем северо-западе Африки откладка яиц в апреле-июле, в Алжире в апреле-мае, в Греции в мае-июле, во Франции и Центральной Европе в мае-июне, в Израиле в марте-июле. В кладке 3—9 (чаще всего 5—6 яиц), их размер имеет тенденцию к уменьшению с севера на юг. Окрас скорлупы варьирует: чаще всего она кремового цвета с зеленоватым или розоватым оттенком, но также может быть оливково-зелёный, красновато-жёлтый, красновато-бурый или серовато-жёлтый. На тупом конце яйца имеются глубокие тёмные крапинки различной интенсивности. Размеры яиц в среднем 23 х 17 мм.
Насиживает одна самка в течение 14—16 суток, обычно начиная с первого, реже с третьего или четвёртого яйца. Пока она неотлучно находится в гнезде, самец время от времени приносит ей корм; иногда самка самостоятельно отправляется на поиски пищи, оставляя кладку без присмотра на период до 45 минут. Птенцы появляются на свет синхронно; первые 9 дней, пока не появляются первые признаки оперения, мать неотлучно находится с ними и обогревает. В это время добычей корма для самки выводка занимается один самец, позднее подросшее потомство выкармливают оба родителя. Начиная с возраста 15-и дней ещё неокончательно оперившиеся птенцы покидают гнездо и перепархивают, однако как минимум до трёх-недельного возраста держатся недалеко от него и время от времени подкармливаются родителями. Выводки не распадаются вплоть до начала осенней миграции, а иногда и на пролёте держатся вместе.
Данные о продолжительности жизни незначительны. Возраст самой старой птицы, найденной мёртвой на территории Германии, насчитывался в 5 лет и 8 месяцев.

## Систематика
Красноголовый сорокопут относится к одному из 26 видов рода сорокопутов (Lanius) семейства сорокопутовых (Laniidae). Подавляющая часть видов обитает в Старом Свете — Африке и Евразии. Только 2 вида рода населяют Северную Америку, а в Южной Америке и Австралии они отсутствуют вовсе. Первое научное описание вида появилось в 1758 году в работе шведского врача и основоположника современной систематики Карла Линнея «Система природы». Автор присвоил красноголовому виду название senator — это латинское слово относит нас к римским сенаторам, которые носили тунику с широкой пурпурной полосой («clavi»). Во времена Линнея полагали, что у красноголового сорокопута шапочка пурпурного цвета. Родовое название Lanius — в буквальном переводе с латинского означает «мясник». Это название было присвоено сорокопутам благодаря их способности накалывать крупную жертву на колючки кустарников перед разделкой на части.
Филогенетическое положение красноголового сорокопута остаётся до конца невыясненным; ранние источники предполагали, что этот вид имеет близкое родство с эндемичными африканскими видами сорокопутом-прокурором и сорокопутом Ньютона, либо даже является составной частью вида сорокопута-прокурора.
Издание «Птицы мира» перечисляет 4 подвида красноголового сорокопута:
- Lanius senator senator Linnaeus, 1758 — гнездится спорадически от северной Испании, центральной и южной Франции (главным образом, Лангедок-Руссильон и Лазурный Берег) к востоку до Сицилии и Греции (в том числе, Керкира, Крит и другие крупные острова Эгейского моря), от побережья Балкан к югу до Болгарии и западной Турции. Изредка гнездится в Швейцарии, юго-западной Германии (верхнее течение Рейна, подножья Швабского Альба и Саар), юго-восточной Польше и юго-западной Словакии. Зимует в Западной и Центральной Африке.
- Lanius senator rutilans Temminck, 1839 — Пиренейский полуостров (за исключением северной Испании), северо-западная Африка от западного побережья Марокко к востоку до Киренаики, к югу до южных склонов Атласских гор (в Марокко к югу до 29-й параллели, в Алжире и Туниче до 32-й параллели, восточнее к югу до 30-й параллели[7]). Зимует в Западной Африке. Этот мелкий подвид признаётся не всеми авторами, Международный союз орнитологов включает его в номинативный[2].
- Lanius senator badius Hartlaub, 1854 — острова западного Средиземноморья (Балеарские, Капрая, Корсика и Сардиния). Зимует в Западной Африке. Этот подвид отличается от других узкой чёрной полосой на лбу, более крупным клювом и отсутствием «зеркала» на крыле.
- Lanius senator niloticus (Bonaparte, 1853) — Кипр, южная и восточная Турция, Левант, Закавказье к северу до района Тбилиси, северный Ирак (Курдистан) к востоку до Ирана (горы Загрос, возможно северо-восточный Белуджистан и Эльбурс). Зимует в Восточной Африке и на юго-западе Аравийского полуострова. Самый крупный подвид, у которого все рулевые перья имеют белые основания.